# 24時間テレビ エロは地球を救う
『24時間テレビ エロは地球を救う』（にじゅうよじかんテレビ エロはちきゅうをすくう）は、2003年から2015年まで毎年生放送されていた、日本のチャリティー番組・お色気番組である。通称『24時間テレビ』、『24HTV』。
正式番組タイトルは『STOP!AIDSチャリティー 24時間テレビ エロは地球を救う! ○○○○』となる（○○には西暦が入る）。

## 概要
CS放送のアダルトバラエティ専門チャンネルであるパラダイステレビが、「STOP!AIDS」チャリティー活動を行う24時間の特別番組として、2003年に放送開始。以後、年一回の恒例番組として、定着したものである。日本テレビ系列及びフジテレビ系列局の沖縄テレビで放送されている『24時間テレビ 「愛は地球を救う」』のパロディ番組で、放送日はほぼ同日、放送開始・終了時間も土曜日の夜から日曜日の夜までに設定され、意図的に裏番組になるような編成となっていた。
開始当初から番組のテーマに『エイズ予防・感染拡大防止』を掲げ、集まった募金は全額エイズおよびHIV感染病患者の支援を行う団体 に寄付するとしている。
「エロを楽しみながら社会貢献」を合言葉にしている。番組開始にあたり、『アダルトバラエティ専門テレビ局ならではの社会貢献活動とは何か』を考え、『STOP!AIDS』『コンドームを着けたセックスの推進(セーファーセックス)』を呼びかけるチャリティーバラエティ番組を制作する事になった。現状の地上波テレビの規制では「エイズ予防・感染拡大の防止策として、コンドーム着用の推進」をテーマにするテレビ番組は、番組制作しにくいことも理由に挙げた。
「おっぱい募金」など、アダルトかつユニークな募金活動が行われているのは、アダルトバラエティ専門局が企画したことに起因している。
募金イベント会場での各種活動は、アダルトバラエティ番組の企画の一環で開催されるものとされる。
これらイベントには18歳未満や高校生、身分証明書不所持者の参加は出来ない。なおCS放送・ケーブルテレビでアダルトチャンネルが視聴できるのは20歳以上と定められている。
2008年にはスカパー!アダルト放送大賞の「作品賞」を受賞した。
2016年は「24時間テレビ」としては開催されず、代わりにパラダイステレビ主催で「おっぱい募金」のみを切り離した単独イベントとして『パラダイステレビPresents STOP AIDSチャリティーおっぱい募金』が10月10日に開催された。前年に「おっぱい募金」の開催を巡って反対運動が起きたことに配慮し、同年は完全予約制となったほか、AV男優の胸も揉めるようにするなど「性差別」との批判への対応も行っている。翌2017年以降も同様の内容で、2017年は12月3日、2018年は12月2日、2019年は12月1日に開催された。
2020年は新型コロナウイルス感染拡大防止の観点から規模を縮小し、12月5日に『240分テレビ・エロは地球を救う2020』として放送。直接募金を行うイベントは中止され、女優、男優の提供品でチャリティーオークションを行う番組となった。
2021年は前年に引き続きオークションを中心とした2時間番組『エロは地球を救う2021チャリティーオークション～人気セクシー女優のお宝グッズ＆激レアパンティー大放出！～』として12月4日に放送した。

## 主催
第1回(2003年)から第11回(2013年)まで：パラダイステレビ(リーレ株式会社)
番組はスカパー!の有料チャンネルである「パラダイステレビ」にて放送が行われた。
募金イベント会場は、主に新宿のパラダイステレビ本社であった。
スカパー!のアダルト専門チャンネルやスカパーJSATも制作協力の形で参加。各チャンネルを代表するアダルト女優が番組内のチャリティーオークションに参加。衣装や私物を出品していた。
第12回(2014年)・第13回(2015年)：スカパーJSAT
番組は主としてスカパー!オンデマンドでのインターネット無料配信となった(要会員登録・番組の一部はBSスカパー!などでも放送)。
また番組構成もスカパー!のアダルト専門チャンネル全体の合同企画に変更された。
募金イベント会場は、新宿歌舞伎町のイベントホールとなった。2014年はこれまで同様8月開催、2015年は12月に開催された。
これまでの主催であったパラダイステレビ(リーレ株式会社)は、スカパーJSATから募金イベントの主催やチャリティー企画の運営などを委託され、制作協力の関係は続いている。

## 番組内容

### パラダイステレビ時代
第1回(2003年)から第11回(2013年)までは、「パラダイステレビ」制作の生放送番組であった(一部収録番組あり)。
総合司会・メインMCは毎回お笑い芸人が務め、番組の進行・サポートは主にパラダイステレビ女子アナウンサーが担当する。アダルト女優がチャリティーパーソナリティとして起用され、番組進行サポートや企画への参加を行うこともあった。
イベント会場からの各種募金企画の中継のほか、「チャリティオークション」などのチャリティ企画、またパラダイステレビで放送されている通常番組の特別編（脱衣麻雀やテレフォンSEXなど）などの番組を中心に編成された。エイズ予防財団の協力により、AIDSの正しい知識について学ぶ『セーファーセックス』番組も制作されていた。
またメインの放送とは別に、裏番組（主にネット配信を活用・一部はメイン放送でも中継）があり、24時間ぶっ続けで企画に挑戦（テレフォンSEXなど）するコーナーもあった。
番組のグランドフィナーレでは、公益財団法人「エイズ予防財団」の関係者が出演し、パラダイステレビへ感謝状を贈るのが恒例となっていた。

### スカパーJSAT時代
第12回(2014年)から、番組の主催がスカパーJSATとなり、24時間放送の形式はスカパー!オンデマンドでのインターネット配信となる。
番組の制作主催が変更されたことにより、編成が大きく変わることとなった。
これまで通りイベント会場からの各種募金企画の中継や特別番組の生放送が行われるが、それ以外の時間はスカパーのアダルト専門チャンネルオススメ作品を放送する形式に変更された。イベント会場での募金企画は「おっぱい募金」と「物販ブース」となる。2014年は特別番組内で「チャリティーオークション」企画が引き続き行われたが、2015年の特別番組ではチャリティー企画は行われなかった。

## 募金活動
当番組の募金活動は、番組放送日にイベント会場で行われる募金企画と、番組内でのチャリティー企画が中心となっている。
募金は番組制作費などの経費を一切差し引くことはなく、全額が寄付に使われる。チャリティーグッズ販売に関しては、売り上げの利益の全額を寄付するとしている。
各回の募金集計結果は、番組放送から数ヶ月後に公式サイトにて公表される。

### おっぱい募金
「おっぱい募金」は募金イベント会場で行われる看板企画である。これは本家の「愛は地球を救う」の募金会場でアナウンサーやタレントと握手することに倣い、チャリティー募金を行った参加者は、アダルト女優もしくは男優（2016年より追加）の胸を揉む事ができる。第1回(2003年)から現在まで続く恒例行事である。1回の募金額はあくまでも任意ではあるが、主催者側は「出来れば1回につき1,000円以上の募金」をお願いしている。
なお、当企画への参加は24時間テレビの番組エキストラ出演という扱いになり、入口で年齢が確認できる身分証明書の提示・アンケート用紙を兼ねた番組出演同意書への署名が必要になる。性別は男女問わずに参加できるが、前述の通り18歳未満や高校生は入場できない。
おっぱい募金の模様は番組内で随時中継されるほか、会場内にライブカメラが設置されており、24時間テレビ公式サイト上でキャプチャ画像が配信される。放送や配信に顔が映り込むのが気になる場合は、マスクやサングラスの着用しての参加を推奨している。
1回で満足できなかった場合は一度会場を出て、一度イベント会場への列に並び直すことにより再度入場することは可能である（よって、参加人数はのべ人数となる）。
元々はパラダイステレビ視聴者に向けてのイベントであり、参加者も現在ほど多くはなかった。しかし近年はインターネットのニュースサイト・SNSなどで当企画が取り上げられ、イベントへの参加者が急増している。第11回(2013年)は、新宿のパラダイステレビ本社の前に大行列が出来る事態となった。
翌年の第12回(2014年)からは会場が歌舞伎町の中心部のイベントホールに変更され、入場には整理券制度が導入された。しかしこの年は整理券配布時に、想定を上回る人数が会場周辺に殺到した上、整列や案内などの対応が行われなかったため、整理券の奪い合いなど大混乱が起こり、警察の指導が入ることになった。第13回(2015年)は、整理券配布時間を繰り上げるなどの対策を取ったため、前年ほどの大きな混乱はなかったとされる。
女性向けとして「玉もみ募金」が開催されたこともあったが、三回で終了した(後述)。

### イベント会場での募金
イベント会場内では物販ブースが設置され、チャリティーＴシャツやステッカー、リストバンドなどのグッズ販売が行われており、これら売り上げの収益が募金に充てられる。チャリティーＴシャツは、インターネットからの購入も可能である。
またスカパー!当日加入ブースでは、「スカパー!オンデマンド」「スカパー!プレミアムサービス」の勧誘を行っている。募金結果の発表ではこの加入者数も実績に含まれている。

### 番組内のチャリティー企画
視聴者からの寄付を募るため、チャリティー企画が放送されるのが番組の恒例となっていた。「チャリティーオークション」では、アダルト女優の私物や衣装・サイン入りチャリティーＴシャツなどを、生放送中にオークション形式で出品。売り上げの収益は募金に充てられていた。なお、第13回(2015年)の放送では、番組内でのチャリティー企画は行われなかった。2020年、2021年は一般社団法人未来支援委員会へと収められている。

### Webを活用した募金
- 第12回(2014年) - 「リツイート募金」

Twitterの番組公式アカウントが番組放送初日に募金を呼びかけるツイートをし、その該当ツイートの24時間後のリツイート数に応じて、スカパー！が1回10円の寄付を行う企画。目標リツイート数は24,081RT(24時間おっぱい)としていた が、リツイート数の結果は6,752RTであった。この企画でスカパー！は67,520円の寄付を行った。
- 第13回(2015年) - 「愛ってガマンだ。〜おっぱいを見ないおっぱい募金〜」

特設サイト にアクセスをすると、AIDSに関する4分間の説明動画が再生される。動画が流れている最中に目を閉じてガマンできた時間数に応じて、スカパー！が1分につき5円の寄付を行う企画。この動画には目を開けたくなるようなイベントが何度も入っている。目の開閉を認識するため、WEBカメラが接続されているPCからアクセスする必要がある。この企画でスカパー！は¥92,365の寄付を行った。

### 過去行われた募金企画
いずれもパラダイステレビが主催していた頃に行われた企画である。
- 銀行振り込みでの直接募金

24時間テレビ専用の銀行口座が開設され、金融機関での振込による募金を受け付けていた(振込手数料は寄付者の負担になる)。
- イベント会場での直接募金

パラダイステレビ時代は、イベント会場にて募金だけの受け付けも行っていた。おっぱい募金への参加をせず、単純に募金を行ったり、グッズを購入することが可能であった。(2013年まで。2014年以降、募金だけの受付は行われていない。)
- 特設募金箱への直接募金

パラダイステレビの新宿本社近くである歌舞伎町や新宿二丁目の飲食店や風俗店、また総合風俗案内所である「CLUB MAN-ZOKU」の店内に募金箱を設置し、寄付を募っていた。
- ダイヤルQ2による募金

番組がダイヤルQ2による自動音声サービスを設置、この電話番号に電話をかけることにより、サービス情報料金が寄付となる。災害募金サービスと基本的な考え方は同じである。サービス情報料金は、NTT東日本・西日本の電話料金に合算され、後日回収する仕組みを取る。
- 「玉もみ募金」

おっぱい募金の女性版として、男性の局部に触れることが出来る「玉もみ募金」が、第3回(2005年) から第5回(2007年)に開催された。会場では若手アダルト男優が募金担当となり、寄付金は1円以上・時間は無制限・男女性別問わず参加可能など、参加のハードルは低めに設定された。しかし、第3回の参加者はスタッフ曰く「触れるまでもない」、第4回は参加者が2名・第5回も参加者少数で、あえなく企画は打ち切りとなった。
- 「おしり募金」

基本的な形式は「おっぱい募金」と同様で、チャリティー募金を行った参加者は、アダルト女優のおしりを揉む事ができる。
- 「手コキ神社」

第1回(2003年から)から始まった企画。チャリティー募金への寄付を行った参加者は、アダルト女優から「手コキ」を受けることができた。制限時間は3分、1回の募金額はあくまでも任意ではあるが、主催者側は「出来れば1回につき3,000円以上の募金」をお願いしていた。番組第1回から行われた企画であり、多くの参加者が集まったが、様々な事情により、第5回(2007年)をもって終了となった。
- 性感エステ募金

女性限定。プロの手による性感エステを体験でき、その快感度に応じて寄付を募っていた。寄付金は「出来れば1円以上」と設定されていた。
その他、「女子アナと混浴募金」「おしっこビアガーデン」など多彩な募金活動を行ってきた。

## 募金総額
番組開始当初は成人向け番組専門チャンネルの一企画に過ぎなかったため、認知度も低く募金額も多くはなかった。しかし新聞や雑誌への掲載、近年ではインターネットのニュースサイトやSNSなどで当番組が周知されるようになり、募金の大半を占める「おっぱい募金」への参加者が増加したことから、募金総額は上昇している。
なお、下記の金額は各回のチャリティー募金で集まった総額であり(チャリティーオークションやTシャツなどのグッズ販売での収益を含む)、「おっぱい募金」だけの合計金額ではないことに注意されたい。
- 第1回(2003年) - 354,195円[15]

記念すべき番組開始第1回であることから、集まった募金にパラダイステレビ放送社長が自腹で上乗せをし、エイズ予防財団へは合計で100万円の寄付を行った。
- 第2回(2004年) - 734,377円[15]
- 第3回(2005年) - 1,160,102円[15]
- 第4回(2006年) - 1,981,544円[15]
- 第5回(2007年) - 2,152,574円[15]
- 第6回(2008年) - 1,658,720円[15]
- 第7回(2009年) - 1,887,013円[15]
- 第8回(2010年) - 2,157,283円[15]
- 第9回(2011年) - 2,588,794円[15]
- 第10回(2012年) - 4,774,649円[16]
- 第11回(2013年) - 5,856,797円[17]
- 第12回(2014年) - 7,273,137円[15]
- 第13回(2015年) - 不明(2015年12月6日18:00時点で6,144,567円) [18]

## 来場者数
募金イベント会場来場者数の数字はいずれも「延べ人数」である。
成人男性が大半を占めるが、近年では外国人の来場者が急増、成人女性の来場者も目立つという。
イベントを実施するパラダイステレビの広報によると、国家別の集計では1位の日本に次いで、2位は中華民国（台湾）となっている。その理由として、台湾では複数のアダルトチャンネルで日本のパラダイステレビが放送され、企画が認知されているのではないかとしている。
- 第1回(2003年) - 167人[21]
- 第2回(2004年) - 不明
- 第3回(2005年) - 不明
- 第4回(2006年) - 約600人
- 第5回(2007年) - 約800人[22]
- 第6回(2008年) - 約1,000人
- 第7回(2009年) - 1,144人[23]
- 第8回(2010年) - 2,829人[24]
- 第9回(2011年) - 2,074人[25]
- 第10回(2012年) - 4,690人[26]
- 第11回(2013年) - 5,597人[27]
- 第12回(2014年) - 5,845人[28]
- 第13回(2015年) - 7,175人[18]

## 募金の用途
番組開始当初から集まった募金の全額を、エイズおよびHIV感染病患者の支援を行う団体に寄付するとしている。

### 寄付先
- 2003年（第1回）- 2013年（第11回）: 公益財団法人 エイズ予防財団[注釈 6]

当初は財団法人エイズ予防財団内に設置された「日本エイズストップ基金」へ寄付を行っていた。しかし2011年、財団の公益法人化とともに日本ストップエイズ基金の名称が使用停止、寄付金の窓口が一本化されたことから2012年以降は「公益財団法人 エイズ予防財団」に直接寄付をする形に変更された。窓口は変わったものの同一法人であり、寄付金はエイズ助成事業や普及啓発事業に活用される。
募金がエイズ予防財団へ寄付されたことは、エイズ予防財団発行のパンフレット「エイズリポート」 やリーレ株式会社のプレスリリースなどで確認できる。
- 2014年（第12回）: 子どもの未来支援委員会

番組の主催がスカパーJSATとなったこの年からは、寄付先が「子どもの未来支援委員会」へと変更された。本団体の目的は「ティーンエイジャーのエイズまたは感染症の予防のための支援」とし、エイズ・HIV感染症患者への支援等に取り組んでいる団体に助成金の交付を行うとしている。この任意団体はパラダイステレビを運営するリーレ株式会社が主体となって設立したものであり、団体の所在地はリーレ株式会社と同一、団体の理事長も芝強(リーレ株式会社代表取締役)となっている。
募金活動主体と寄付先が同じという指摘もあるが、チャリティーで集まった寄付金の管理や配分を自社の関連団体で行うようになったという見方もできる。
2015年1月に任意団体として「子どもの未来支援委員会」が立ち上げられた。同年1月から3月にかけて、エイズ・HIV感染症患者への支援等に取り組んでいる団体を対象に助成金の公募を行い、同年4月8日の審査会議で4団体を選定、翌5月12日に各団体に支援金を交付したとする。
なお法的には、任意団体は法人格を持つ団体と異なり、決算などの公開義務はない。
ちなみにエイズ予防財団が2015年10月に発行したパンフレットには「子どもの未来支援委員会」の助成で作成されたとの記載があり、NPO法人レッドリボンさっぽろが行う「HIV陽性者交流会inHOKKAIDO」は「子どもの未来支援委員会からの助成」を公表している。
- 2015年（第13回）: 一般社団法人 未来支援委員会

2014年の募金先である「子どもの未来支援委員会」が一般社団法人化し、「未来支援委員会」に名称変更されたもので同一団体である。2015年8月18日に一般社団法人として登記が行われた。
前述の通り、団体の所在地はリーレ株式会社と同一、団体の理事長も芝強(リーレ株式会社代表取締役)である。助成金を交付する団体の対象活動に「性感染症」が追加されたこと、対象層が子どもの未来支援委員会時代の「ティーンエイジャー」から「青少年または成人」に変更となった。
2015年12月、「子どもの未来支援委員会」時代に行われた助成金に関しては、2016年4月に各団体からの報告を受けた上で、当団体にて「評価委員会」を開催、具体的な活動や用途をサイトにて公表すると発表された。また次年度以降の助成金公募詳細についても、今後サイト上で公表するとしている。

## 歴史
2003年（第1回）
放送日時：8月23日 18:25 - 8月24日 21:00
アダルトチャンネルとしては初、CS系放送局としても極めて珍しい24時間生放送の試みであった。
この回の番組正式名称は『24時間テレビ エロも地球を救う』。イベント会場は中野のパラダイステレビ本社であった。
メインMCはノンキー山崎と松丘慎吾。チャリティーパーソナリティとして小林ひとみを抜擢した。
24時間通し企画として、「24時間SEXマラソン」が行われた。
2004年（第2回）
放送日時：8月21日 18:25 - 8月22日 21:00
新宿の現社屋へ移転後初めての放送。
総合司会はローバー美々。チャリティーパーソナリティはHIVポジティブを公表しているDJ・パトリック・ボンマリートを招く予定だったが、当日に体調を崩し急遽キャンセル。電話出演のみとなった。特別ゲストとして、蒼井そらが募金活動に参加した。
おっぱい募金担当は池田こずえ。
24時間通し企画として、「24時間耐久SEXマラソン」が行われた。
2005年（第3回）
放送日時：8月27日 19:00 - 8月28日 20:55
番組MCはノンキー山崎。
チャリティーパーソナリティは紅音ほたる。
出演者が着用するTシャツのデザインを、イラストレーターのリリー・フランキーが担当。「NO CONDOM,NO LIFE.」のロゴ入りTシャツは、チャリティー企画としてYahoo!オークションに出品され、高値をつけた(なお当時、チャリティーTシャツの一般向け販売は行われていなかった)。
24時間テーマソングとして、ジョニー大倉による「Paradise Forever」が制作された。
2006年（第4回）
放送日時：8月26日 19:00 - 8月27日 21:00
メインMCは西野健一・穂花(東京会場)、ノンキー山崎・夏井亜美(大阪会場)。
イベント会場は東京・新宿のパラダイステレビ本社に加え、大阪・梅田のショーパブ「Jail-OSAKA」を大阪会場とし、東京・大阪同時開催となった。
番組のチャリティーTシャツのデザインは、漫画家の永井豪が担当。番組の視聴者やイベント会場来場者にプレゼントされた。
チャリティーオークションでは甲斐正明などが番組に参加した。
24時間通し企画は「チャリティーテレフォンSEX」。募金額に応じ、宝生瑠璃(萌え部屋担当)らが電話に対応した。この年から通し企画はインターネットで配信されるようになる。
番組で西野は自らのTシャツに「キズナ」と書いて、日本テレビを模倣していた。
2007年（第5回）
放送日時：8月25日 20:00 - 8月26日 21:00
メインMCは西野健一・ヤマザキモータース、黒沢英里奈。チャリティーパーソナリティとして、乙音奈々が出演。
イベント会場は東京・新宿のパラダイステレビ本社と新宿歌舞伎町のライブハウス「新宿Marble」の二カ所同時開催であった。
恒例のチャリティーTシャツのデザインは、漫画家の柳沢きみおが担当。
これまで公式にはTシャツの販売を行っていなかったが、この年は「Tシャツ募金」という形式を採用し、3000円以上の募金でTシャツを1枚プレゼントした。
日本テレビの場合はTシャツ制作経費を差し引いた収益分のみを募金する形式であるが、パラダイステレビでは全額募金としている。
日本テレビ系の24時間テレビの放送が例年より1週繰り上げられたため、この回の放送は裏番組にはならなかった。
Tシャツを「STOP AIDS」を「STOP APE」と書きかえて、日本テレビを模倣していた。
24時間通し企画は「めざせ!日本全国24時間テレフォンSEX制覇」。担当は大貫かりんと花桐まつり。ねとらじにて24時間配信された。
番組テーマソングとして「ちゃんとつけてねダーリン(作曲:INU-POM 作詞:新宿リル 歌:パラダイステレビ女子アナウンサー)」が制作され、番組のオープニングとエンディングに使われた。
2008年（第6回）
放送日時：8月30日 20:00 - 8月31日 21:00
メインMCは松丘慎吾。
Tシャツのデザインをえびはら武司が担当。『まいっちんぐマチコ先生』がキャラクターとして登場した。
2009年（第7回）
放送日時：8月29日 19:00 - 8月30日 20:00
メインMCは松丘慎吾。メインパーソナリティーは乳's（広瀬ゆな・渋谷梨果・星川麻美）。
Tシャツのデザインは蛭子能収が担当。
この年より着うたフルによる募金を開始した。番組テーマソング『ちゃんとつけてね♥ダーリン 2009』をドワンゴの着うたフルサイトで購入すると、購入金額の一部が募金される仕組み。
番組は午後8時までであったが、スカパーの放送においては午後7時55分から定時CMが放送され、エンディング5分前に番組が中断される放送事故が起こった。スタジオでは番組が中断されたことに気づかず、そのままエンディングを迎えた。
2010年（第8回）
放送日時：8月28日 19:00 - 8月29日 20:00
メインMCは西野健一 と有沢実紗。西野は3年ぶりのメインMC復帰。
Tシャツのデザインはこしばてつやが担当。
おっぱい募金だけで160万円を超える募金を集めるなど、募金総額が初めて200万円を超えた。
2011年（第9回）
放送日時：8月20日 19:00 - 8月21日 20:00
メインMCはDJ急行、プチ鹿島。メインパーソナリティーはPTV女子アナウンサー（眞木あずさ、鈴木ありす、新城美稀、加藤梓）。
マシュマロ3D（ストロベリー(早乙女らぶ)・バニラ(つくし)・ショコラ(美杉あすか)）、スカパー!HDブース（中居ちはる、宮下ちはる）などが出演。
深夜には「ジャパネットはだかDXデパート深夜店」が放送され、MCははだか明（レイパー佐藤）、アシスタントはジャパネットはだかスペシャル女神（大槻ひびき）、ゲストは琥珀うた、野中あんり、生田沙織、レイパー軍団の芸人達が登場。
Tシャツのデザインは楳図かずおが担当し、『まことちゃん』がキャラクターとして登場。
2012年（第10回）
放送日時：8月25日 20:00 - 8月26日 20:00
Tシャツのデザインは7年ぶりにリリー・フランキーが担当。メインデザインにはパンダの図柄が起用された。
来場者が2011年から倍増し4,000人を超えた上、おっぱい募金だけで420万円を集めた。
2013年（第11回）
放送日時：8月24日 20:00 - 8月25日 20:00
メインMCはプチ鹿島。DJ急行はおっぱい募金会場の特設ブースでDJを担当。
Tシャツのデザインは2年連続でリリー・フランキーが担当。メインデザインにはウーパールーパーの図柄が起用された。
2014年（第12回）
配信日時：8月30日 20:00 - 8月31日 20:00
メインMCは天津木村、初美沙希。Tシャツデザインは3年連続でリリー・フランキー。
本年は主催がスカパーJSATに移ったことに伴い、スカパー!オンデマンド アダルトでのインターネット配信に変更。またBSスカパー!・スカチャンでもインターネット配信番組の一部をサイマル放送する（8月30日 23:00 - 31日1:00）。
2015年（第13回）
配信日時：12月5日 20:00 - 12月6日 20:00
配信開始の12月5日20時はスカパー!アダルト放送大賞の投票開始時間である。24時間テレビと言いながらメインMCなどは置かず、おっぱい募金会場中継、サイマル放送の「生でパイパイもませて」以外は各チャンネルからのスカパー!アダルト放送大賞ノミネート関連作品を流す番組構成となっている。
Tシャツデザインは4年連続でリリー・フランキーで、従来のイラストタッチとは異なり、盗作疑惑で騒動になった東京オリンピックエンブレムを模したデザイン。

## 協賛企業・団体
- スカパーJSAT
- 公益財団法人エイズ予防財団
- オカモト株式会社
- TENGA

ほか